# Jimi Hendrikse
Jimi Hendrikse (Goes, 21 mei 1998) is een Nederlands (musical)acteur, zanger en danser.

## Biografie
Hendrikse begon tijdens zijn middelbare school aan een vooropleiding musicaltheater aan Fontys. Na het behalen van zijn diploma, startte hij in 2016 aan de Academie voor Muziek- Musicaltheater op Fontys Hogeschool voor de Kunsten in Tilburg waar hij in 2020 afstudeerde richting musicaltheater. Tijdens zijn opleiding was hij al te zien als Jonge Rubens in het buitenspektakel Rubens van Historalia Productions. Hij volgt zanglessen bij Edward Hoepelman en Sofie Dirkx. 
Hij was te zien als Angel in de musical Kinky Boots van De Graaf en Cornelissen Entertainment. Naast zijn werkzaamheden in het theater is hij te zien in verschillende commercials en is hij tevens werkzaam als stemacteur voor diverse series en films. Hendrikse was te zien als Rolf Gruber in de musicalklassieker The Sound of Music van Stage Entertainment Nederland.
| Jaar        | Productie          | Rol             | Producent                             |
| ----------- | ------------------ | --------------- | ------------------------------------- |
| 2018        | Rubens             | Jonge Rubens    | Historalia Productions                |
| 2019 - 2020 | Kinky Boots        | Angel/ ensemble | De Graaf en Cornelissen Entertainment |
| 2021 - 2022 | The Sound of Music | Rolf Gruber     | Stage Entertainment                   |
| 2022 - 2023 | The Prom           | Kevin           | De Graaf en Cornelissen Entertainment |
| 2023        | Paw Patrol LIVE    | Ryder           | Van Hoorne Entertainment              |
| 2023 -2024  | Pretty Woman       | Giulio          | Stage Entertainment                   |
| 2024-2025   | Sister Act         | TJ              | MediaLane                             |